# المدانون (فلم)
المدانون فيلم أمريكي إنتاج 2007، من كتابة وإخراج سكوت ويبر، وبطولة مصارع مسابقة دبليو دبليو أي ستيف أوستن ولاعب كرة القدم الويلزي السابق فيني جونز والممثل الأسترالي روبرت مامون.

## القصة
يقوم ملياردير ومنتج أعمال تلفزيونة بشراء عشرة أشخاص محكومين بالإعدام من سجون العالم ويضعهم في جزيرة صغيرة ليقاتلوا بعضهم حتى الموت، والناجي الوحيد يحصل على حريتة، ويقوم بعرضه ك تلفزيون الواقع على الإنترنت

## الممثلون

### المدانون
- ستيف أوستن
  - الشخصية:  الولايات المتحدة كونراد
- فيني جونز
  - الشخصية:  المملكة المتحدة مكستارلي
  - الموت: بالرصاص من قبل كونراد
- مانو بينيت
  - الشخصية:  المكسيك باكو
  - الموت: بالحرق من قبل سيغا ومكستارلي
- ماسا ياماغوتشي
  - الشخصية:  اليابان سيغا
  - الموت: طعن بالسكين من قبل كونراد
- إميليا بورنز
  - الشخصية:  غانا ياسنتوا
  - الموت: بتفجير نفسها
- داسي روز
  - الشخصية:  المكسيك روزا
  - الموت: بتفجير قنبلة ساقها من قبل سيغا
- ماركوس جونسن
  - الشخصية:  الولايات المتحدة كريستون
  - الموت: بتفجير قنبلة ساقه من قبل ياسنتوا
- ناثان جونز
  - الشخصية:  إستونيا بيتر
  - الموت: بتفجير قنبلة ساقه من قبل كونراد
- أندي مكفي
  - الشخصية:  ألمانيا هيلموت
  - الموت: بتفجير قنبلة ساقه من قبل ياسنتوا
- ري فازيو
  - الشخصية:  إيطاليا دومينيك
  - الموت: سقوط من المروحية

### طاقم البرنامج
- روبرت مامون: بدور بريكل
- مادلين ويست: بدور ساره
- ريك هوفمان: بدور غولدمان
- توري موسيت: بدور جولي
- كرستوفر بيكر: بدور إدي سي
- سام هيلي: بدور بيلا
- لوك بيغلر: بدور باكستر
- أنجي ميليكين: بدور دونا

## وصلات خارجية
- مقالات تستعمل روابط فنية بلا صلة مع ويكي بيانات

1. ↑  "معلومات عن المدانون (فيلم) على موقع metacritic.com". metacritic.com. مؤرشف من الأصل في 2021-11-26.
2. ↑  "معلومات عن المدانون (فيلم) على موقع zweitausendeins.de". zweitausendeins.de.[وصلة مكسورة]
3. ↑  "معلومات عن المدانون (فيلم) على موقع the-numbers.com". the-numbers.com. مؤرشف من الأصل في 2021-11-26.

لا توجد روابط لمواقع التواصل الاجتماعي.